# Cotynessa abatinga
Cotynessa abatinga är en skalbaggsart som beskrevs av Martins och Maria Helena M. Galileo 2006. Cotynessa abatinga ingår i släktet Cotynessa och familjen långhorningar. Inga underarter finns listade i Catalogue of Life.